# Mads Freundlich
Mads Lautrup Freundlich (født 25. marts 2003) er en dansk professionel fodboldspiller, der spiller som midtbanespiller for den danske Superliga-klub Silkeborg IF.

## Klubkarriere

### Tidlig karriere
Opvokset i Aars, Freundlich begyndte at spille for Aars IK  og senere for AaB, før han kom til Hobro IK som U16-spiller i 2019.

### Hobro
Freundlich spillede sig op gennem ungdomsrækkerne og fik allerede sin officielle debut for Hobros førstehold i september 2020, i en pokalkamp mod IF Lyseng.

### Silkeborg
Den 16. juli 2024 bekræftede den danske Superliga-klub Silkeborg IF, at de havde købt Freundlich, som underskrev en kontrakt indtil juni 2029.

## Eksterne links
- Mads Freundlich profil på Soccerway